# Wygoda (powiat sandomierski)
Wygoda – wieś w Polsce położona w województwie świętokrzyskim, w powiecie sandomierskim, w gminie Zawichost.
W latach 1975–1998 miejscowość należała administracyjnie do województwa tarnobrzeskiego.